# Discographie de Thelonious Monk
Cette page décrit la discographie du pianiste de jazz américain Thelonious Monk.

## Albums en tant que leader ou coleader
| Année      | Titre                                                                            | Leader                          | Label                    | Musiciens | Notes                                            |
| ---------- | -------------------------------------------------------------------------------- | ------------------------------- | ------------------------ | --- | ------------------------------------------------ |
| 1951       | Genius of Modern Music: Volume 1                                                 | Thelonious Monk                 | Blue Note Records        | Idrees Sulieman, George Taitt (tr), Danny Quebec West, Sahib Shihab (as), Billy Smith (ts), Thelonious Monk (p), Gene Ramey, Bob Paige (cb), Art Blakey (dm) | Enregistré en 1947                               |
| 1952       | Genius of Modern Music: Volume 2                                                 | Thelonious Monk                 | Blue Note Records        | Kenny Dorham (tp), Sahib Shihab, Lou Donaldson (as), Lucky Thompson (ts), Thelonious Monk (p), Milt Jackson (vb), Al McKibbon, Nelson Boyd (cb), Art Blakey, Max Roach (dm) |                                                  |
| 1954       | Thelonious Monk Trio                                                             | Thelonious Monk                 | Prestige                 | Thelonious Monk (p), Percy Heath, Gerry Mapp (cb), Art Blakey, Max Roach (dm) |                                                  |
| 1954       | Monk                                                                             | Thelonious Monk                 | Prestige                 | Ray Copeland (tp), Julius Watkins (c), Frank Foster, Sonny Rollins (ts), Thelonious Monk (p), Curly Russell, Percy Heath (cb), Art Blakey, Willie Jones (dm) |                                                  |
| 1954       | Thelonious Monk and Sonny Rollins                                                | Thelonious Monk, Sonny Rollins  | Prestige                 | Julius Watkins (c), Sonny Rollins (ts), Thelonious Monk (p), Percy Heath, Tommy Potter (cb), Art Blakey, Willie Jones, Art Taylor (dm) |                                                  |
| 1954       | Piano Solo (en)                                                                  | Thelonious Monk                 | Disques Vogue            | Thelonious Monk (p) |                                                  |
| 1955       | Thelonious Monk Plays Duke Ellington                                             | Thelonious Monk                 | Riverside Records        | Thelonious Monk (p), Oscar Pettiford (cb), Kenny Clarke (dm) |                                                  |
| 1956       | The Unique Thelonious Monk                                                       | Thelonious Monk                 | Riverside Records        | Thelonious Monk (p), Oscar Pettiford (cb), Art Blakey (dm) |                                                  |
| 1957       | Brilliant Corners                                                                | Thelonious Monk                 | Riverside Records        | Clark Terry (tp), Ernie Henry (as), Sonny Rollins (ts), Thelonious Monk (p), Oscar Pettiford, Paul Chambers (cb), Max Roach (dm) |                                                  |
| 1957       | Thelonious Himself                                                               | Thelonious Monk                 | Riverside Records        | Thelonious Monk (p), John Coltrane (ts), Wilbur Ware (cb) |                                                  |
| 1957       | Monk's Music                                                                     | Thelonious Monk septet          | Riverside Records        | Ray Copeland (tp), Gigi Gryce (as), Coleman Hawkins, John Coltrane (ts), Thelonious Monk (p), Wilbur Ware (cb), Art Blakey (dm) |                                                  |
| 1957       | Mulligan Meets Monk (en)                                                         | Gerry Mulligan, Thelonious Monk | Riverside Records        | Gerry Mulligan (bs), Thelonious Monk (p), Wilbur Ware (cb), Shadow Wilson (dm) |                                                  |
| 1958       | Thelonious in Action                                                             | Thelonious Monk quartet         | Riverside Records        | Johnny Griffin (ts), Thelonious Monk (p), Ahmed Abdul Malik (cb), Roy Haynes (dm) | Live                                             |
| 1958       | Misterioso                                                                       | Thelonious Monk quartet         | Riverside Records        | Johnny Griffin (ts), Thelonious Monk (p), Ahmed Abdul Malik (cb), Roy Haynes (dm) | Live                                             |
| 1959       | The Thelonious Monk Orchestra at Town Hall                                       | Thelonious Monk Orchestra       | Riverside Records        | Donald Byrd (tp), Eddie Bert (tbn), Robert Northern (en) (c), Jay McAllister (t), Phil Woods (as), Charlie Rouse (ts), Pepper Adams (bs), Thelonious Monk (p), Sam Jones (cb), Art Taylor (dm)                                                                                                  | Live                                             |
| 1959       | 5 by Monk by 5 (en)                                                              | Thelonious Monk                 | Riverside Records        | Thad Jones (c), Charlie Rouse (ts), Thelonious Monk (p), Sam Jones (cb), Art Taylor (dm) |                                                  |
| 1959       | Thelonious Alone in San Francisco                                                | Thelonious Monk                 | Riverside Records        | Thelonious Monk (p) |                                                  |
| 1960       | Thelonious Monk at the Blackhawk (en)                                            | Thelonious Monk quartet         | Riverside Records        | Joe Gordon (tp), Harold Land, Charlie Rouse (ts), Thelonious Monk (p), John Ore (cb), Billy Higgins (dm) | Live                                             |
| 1961       | Thelonious Monk with John Coltrane                                               | Thelonious Monk, John Coltrane  | Riverside Records        | Gigi Gryce (as), Ray Copeland (tp), John Coltrane, Coleman Hawkins (ts) Thelonious Monk (p), Wilbur Ware, John Ore (cb), Shadow Wilson, Art Blakey (dm) | Enregistré en 1957                               |
| 1963       | Monk's Dream                                                                     | Thelonious Monk quartet         | Columbia Records         | Charlie Rouse (ts), Thelonious Monk (p), John Ore (cb), Frankie Dunlop (dm) |                                                  |
| 1963       | Thelonious Monk in Italy (en)                                                    | Thelonious Monk                 | Riverside Records        | Charlie Rouse (ts), Thelonious Monk (p), John Ore (cb), Frankie Dunlop (dm) | Live enregistré en 1961                          |
| 1963       | Criss Cross                                                                      | Thelonious Monk                 | Columbia Records         | Charlie Rouse (ts), Thelonious Monk (p), John Ore (cb), Frankie Dunlop (dm) |                                                  |
| 1963       | Big Band and Quartet in Concert (en)                                             | Thelonious Monk                 | Columbia Records         | Nick Travis (tp), Thad Jones (cn), Eddie Bert (tb), Steve Lacy (ss), Phil Woods (as, cl), Charlie Rouse (ts), Gene Allen (bs, b cl, cl), Butch Warren (cb), Frankie Dunlop (dm), Hall Overton (arr)                                                                                             | Live                                             |
| 1964       | Miles and Monk at Newport                                                        | Thelonious Monk quartet         | Columbia Records         | Pee Wee Russell (cl), Charlie Rouse (ts), Thelonious Monk (p), Butch Warren (cb), Frankie Dunlop (dm) | Live, la performance de Miles Davis date de 1958 |
| 1964       | It's Monk's Time                                                                 | Thelonious Monk                 | Columbia Records         | Charlie Rouse (ts), Thelonious Monk (p), Butch Warren (cb), Ben Riley (dm) |                                                  |
| 1964       | Monk (en)                                                                        | Thelonious Monk                 | Columbia Records         | Charlie Rouse (ts), Thelonious Monk (p), Larry Gales (cb), Ben Riley (dm) |                                                  |
| 1965       | Solo Monk                                                                        | Thelonious Monk                 | Columbia Records         | Thelonious Monk (p) |                                                  |
| 1965       | Misterioso (Recorded on Tour) (en)                                               | Thelonious Monk                 | Columbia Records         | Charlie Rouse (ts), Thelonious Monk (p), Larry Gales, Butch Warren (cb), Ben Riley, Frankie Dunlop (dm) | Live                                             |
| 1966       | Monk in France (en)                                                              | Thelonious Monk                 | Riverside Records        | Charlie Rouse (ts), Thelonious Monk (p), John Ore (cb), Frankie Dunlop (dm) | Live enregistré en 1961                          |
| 1967       | Straight, No Chaser                                                              | Thelonious Monk                 | Columbia Records         | Charlie Rouse (ts), Thelonious Monk (p), Larry Gales (cb), Ben Riley (dm) |                                                  |
| 1968       | Underground                                                                      | Thelonious Monk                 | Columbia Records         | Charlie Rouse (ts), Thelonious Monk (p), Larry Gales (cb), Ben Riley (dm), Jon Hendricks (voc) |                                                  |
| 1968       | Monk's Blues (en)                                                                | Thelonious Monk                 | Columbia Records         | Bobby Bryant (en), Conte Candoli, Freddie Hill (tp), Lou Blackburn (en), Bob Bralinger, Billy Byers, Mike Wimberly (tbn), Buddy Collette, Tom Scott, Gene Cipriano, Ernie Small (s), Charlie Rouse (ts), Thelonious Monk (p), Howard Roberts (g), Larry Gales (cb), Ben Riley, John Guerin (dm) |                                                  |
| 1969       | Monk in Tokyo (en)                                                               | Thelonious Monk                 | Columbia Records         | Charlie Rouse (ts), Thelonious Monk (p), Butch Warren (cb), Frankie Dunlop (dm) | Live enregistré en 1963                          |
| 1978       | Thelonious Monk In Tokyo                                                         | Thelonious Monk quartet         | Far East Records         | Paul Jeffrey (ts), Thelonious Monk (p), Larry Ridley (cb), Lenny McBrowne (en) (dm) | Live enregistré en 1970                          |
| 1981       | April In Paris / Live                                                            | Thelonious Monk                 | Milestone                | Charlie Rouse (ts), Thelonious Monk (p), John Ore (cb), Frankie Dunlop (dm) | Live enregistré en 1961                          |
| 1982       | Live at the It Club (en)                                                         | Thelonious Monk                 | Columbia Records         | Charlie Rouse (ts), Thelonious Monk (p), Larry Gales (cb), Ben Riley (dm) | Live enregistré en 1964                          |
| 1982       | Live at the Jazz Workshop (en)                                                   | Thelonious Monk                 | Columbia Records         | Charlie Rouse (ts), Thelonious Monk (p), Larry Gales (cb), Ben Riley (dm) | Live enregistré en 1964                          |
| 1987       | Live In Stockholm 1961                                                           | Thelonious Monk                 | Dragon                   | Charlie Rouse (ts), Thelonious Monk (p), John Ore (cb), Frankie Dunlop (dm) | Live enregistré en 1961                          |
| 1988       | Thelonious Monk Nonet Live in Paris 1967 (en)                                    | Thelonious Monk Nonet           | France's Concert Records | Clark Terry, Ray Copeland (tp), Jimmy Cleveland (tbn), Phil Woods (as), Charlie Rouse, Johnny Griffin (ts), Thelonious Monk (p), Larry Gales (cb), Ben Riley (dm) | Live enregistré en 1967                          |
| 1988, 1989 | The London Collection vol. 1, 2, 3                                               | Thelonious Monk                 | Black Lion Records       | Thelonious Monk (p), Al McKibbon (cb), Art Blakey (dms) | Live enregistré en 1971                          |
| 1993       | Thelonious Monk Quartet Featuring John Coltrane Live at the Five Spot Discovery! | Thelonious Monk Quartet         | Blue Note Records        | John Coltrane (ts), Thelonious Monk (p), Ahmed Abdul Malik (cb), Roy Haynes (dm) | Live enregistré en 1958                          |
| 2005       | Thelonious Monk Quartet with John Coltrane at Carnegie Hall                      | Thelonious Monk Quartet         | Blue Note Records        | John Coltrane (ts), Thelonious Monk (p), Ahmed Abdul Malik (cb), Shadow Wilson (dm) | Live enregistré en 1957                          |
| 2007       | Live At The 1964 Monterey Jazz Festival                                          | Thelonious Monk                 | Columbia Records         | Bobby Bryant, Melvin Moore (tp), Lou Blackburn (tbn), Buddy Collette (fl, s), Charlie Rouse (ts), Jack Nimitz (bs), Thelonious Monk (p), Steve Swallow (cb), Ben Riley (dm) | Live enregistré en 1964                          |
| 2014       | The Complete 1961 Amsterdam Concert                                              | Thelonious Monk Quartet         | Solar Records            | Charlie Rouse (ts), Thelonious Monk (p), John Ore (cb), Frankie Dunlop (dm) | Live enregistré en 1961                          |
| 2018       | Mønk                                                                             | Thelonious Monk Quartet         | Gearbox Records          | Charlie Rouse (ts), Thelonious Monk (p), John Ore (cb), Frankie Dunlop (dm) | Live enregistré en 1963                          |
| 2020       | Palo Alto                                                                        | Thelonious Monk Quartet         | Impulse!                 | Charlie Rouse (ts), Thelonious Monk (p), Larry Gales (cb), Ben Riley (dm) | Live enregistré en 1968                          |

### Box sets
- 1985 : The Complete Black Lion And Vogue Recordings Of Thelonious Monk (4 LP, Mosaic)[10]
- 1998 : Monk Alone: The Complete Solo Studio Recordings of Thelonious Monk 1962–1968 (3 CD, Sony)
- 1991 : Thelonious Monk: The Complete Riverside Recordings (en) (15 CD, Riverside)
- 1994 : The Complete Blue Note Recordings of Thelonious Monk (4 CD, Blue Note)
- 2000 : The Complete Prestige Recordings of Thelonious Monk (3 CD, Prestige)
- 2001 : The Columbia Years: '62–'68 (3 CD, Sony)
- 2006 : The Complete 1957 Riverside Recordings (en) (Thelonious Monk et John Coltrane, Riverside Records)

### Compilations
- 1991 : The Best of Thelonious Monk. The Blue Note Years (1947–1952, Blue Note)
- 2001 : The Columbia Years: '62–'68 (1962–1968, Sony)
- 2002 : Thelonious Monk 85th Birthday Celebration (1952–1961, ZYX Music)

## Albums en tant que sideman
Avec Coleman Hawkins
- 1944 : Bean and the Boys (en) (Prestige)[11]

Avec Milt Jackson
- 1952 : Wizard of the Vibes (en) (Blue Note)

Avec Miles Davis
- 1954 : Bags' Groove (Prestige)
- 1954 : Miles Davis and the Modern Jazz Giants (Prestige)

Avec Sonny Rollins
- 1954 : Moving Out (Prestige)
- 1957 : Sonny Rollins, Vol. 2 (Blue Note)

Avec Gigi Gryce
- 1955 : Nica's Tempo (en) (Savoy)

Avec Clark Terry
- 1958 : In Orbit (en) (Riverside)

Avec Art Blakey
- 1958 : Art Blakey's Jazz Messengers with Thelonious Monk (en) (Atlantic)
- 1971 : The Giants of Jazz (en) (Atlantic)

## Musique de film
- 1959 : Les Liaisons dangereuses 1960 de Roger Vadim. Les morceaux sont publiés en album en 2017 chez Sam Records[12].

## Albums en hommage
La musique de Thelonious Monk est très fréquemment jouée par les musiciens de jazz. Sont listés ci-dessous les albums entièrement composés de morceaux de Monk.

### Par des pianistes
Bud Powell
- 1965 : A Portrait of Thelonious (en) (Columbia)

Tommy Flanagan
- 1982 : Thelonica (en) (Enja)

Ran Blake
- 1991 : Epistrophy (en) (Soul Note)

Esbjörn Svensson Trio
- 1996 : Plays Monk (ACT)

Alexander von Schlippenbach
- 1997 : Plays Monk (Enja)
- 2005 : Monk's Casino (en) (Intakt)

Fred Hersch
- 1998 : Fred Hersch Plays Thelonious Monk (en piano solo, Nonesuch)

Ellis Marsalis (en)
- 2008 : ELM Records (Intakt)

Laurent de Wilde
- 2017 : New Monk Trio (Gazebo)

Joey Alexander
- 2017 : Joey.Monk.Live! (Motéma)

### Par des saxophonistes
Steve Lacy
- 1959 : Reflections: Steve Lacy Plays Thelonious Monk (en) (New Jazz/OJC)
- 1985 : Only Monk (en) (Soul Note)
- 1989 : More Monk (en) (Soul Note)

Arthur Blythe (en)
- 1983 : Light Blue: Arthur Blythe Plays Thelonious Monk (en) (Columbia)

Anthony Braxton
- 1987 : Six Monk's Compositions (1987) (en) (Black Saint)

Sonny Fortune
- 1994 : Four in one (en) (Blue Note)

John Tchicai
- 2009 : In Monk's Mood (SteepleChase)

Pierrick Pédron
- 2012 : Kubic's Monk (ACT)

Francesco Bearzatti Tinissima 4et
- 2013 : Monk'N'Roll (C.A.M. Jazz)

Tim Warfield
- 2015 : Spherical: Dedicated To Thelonious Sphere Monk (Criss Cross Jazz)

Xavier Richardeau
- 2017 : Boo Boo's Birthday (Jazz Family)

### Par des guitaristes
Éric Löhrer
- 1998 : Évidence (Siesta)

Andy Summers
- 1998 : Green Chimneys: The Music of Thelonious Monk

Elliott Sharp (en)
- 2006 : Sharp? Monk? Sharp! Monk! (Criss Cross Jazz)

Noël Akchoté
- 2015 : Melodious - Plays The Music Of Thelonious Monk (Noël Akchoté Downloads)

### Par des trompettistes
Wynton Marsalis
- 1999 : Standard Time, Vol. 4: Marsalis Plays Monk (en) (Columbia)

Jimmy Owens (en)
- 2011 : The Monk Project (IPO Recordings)

Jerry Gonzalez (en)
- 1988 : Rumba Para Monk

### Par d'autres instrumentistes
Sphere (en)
- 1982 : Four In One (Elektra)

Collectif
- 1984 : That’s The Way I Feel Now (A & M)

Kronos Quartet
- 1985 : Monk Suite: Kronos Quartet Plays Music of Thelonious Monk (en) (Nonesuch)

Paul Motian
- 1988 : Monk in Motian (en) (JMT)

Carmen McRae
- 1988 : Carmen Sings Monk (en) (Novus)

Bebop & Beyond (en)
- 1990 : Plays Thelonious Monk (Bluemoon)

Collectif
- 1995 : Blue Note Plays Monk's Music (Blue Note)

T. S. Monk
- 1997 : Monk on Monk (en) (N2K)

Dominic Duval et Jimmy Halperin (en)
- 2005 : Monkinus

The Microscopic Septet
- 2010 : Friday the 13th: The Micros Play Monk (Cuneiform Records)

Miho Hazama & Metropole Orkest Big Band (en)
- 2018 : The Monk: Live At Bimhuis  (Verve Records)